# Kad Merad
Pour les articles homonymes, voir Kad et Merad (homonymie).
Kaddour Merad, dit Kad Merad, est un acteur, humoriste, réalisateur et scénariste franco-algérien, né le 27 mars 1964 à Sidi Bel Abbès (Algérie).
Il se fait d'abord connaître en formant, avec Olivier Baroux, le duo Kad et Olivier, puis s'affirme en solo tout en retravaillant de manière régulière avec son compère. S'il joue dans de nombreuses comédies, il interprète également des rôles dramatiques, par exemple dans Je vais bien, ne t'en fais pas qui lui a permis de remporter le César du meilleur acteur dans un second rôle.

## Biographie

### Jeunesse et débuts
Né le 27 mars 1964 à Sidi Bel Abbès en Algérie, Kaddour Merad est le troisième enfant de Mohamed (dit Rémy) Merad (père algérien arrivé en France à 16 ans, devenu ouvrier dans une société qui fabriquait des wagons de marchandises à Balbigny) et de Janine Béguin (mère française berrichonne, coiffeuse puis femme au foyer après la naissance de ses enfants). Son père se fait appeler « Rémy » pour « s'intégrer, ne surtout pas faire de bruit ». De plus, il était chef d'équipe à son travail, « un mec qui s’appelait Mohamed ne pouvait pas, à l’époque, donner des ordres », explique son fils. Le jeune Kaddour Merad n'apprendra ainsi que tardivement que « Rémy » n'est pas le vrai nom de son père, ce qui est la raison pour laquelle il refusera de faire de même pour son propre nom.
Kaddour Merad a deux frères, Karim et Reda, et une sœur Yasmina. Il passe la majorité de son enfance à Balbigny, dans la Loire, avant de déménager à dix ans à Ris-Orangis, dans l'Essonne.
Après avoir redoublé, il arrête le lycée en seconde, décroche un BEP de commerce et vend un temps des encyclopédies au porte-à-porte. Dans sa jeunesse, il est batteur et chanteur dans plusieurs groupes de rock. Il commence à monter sur scène au Club Méditerranée, avec la troupe Gigolo Brothers. Puis, c'est le théâtre, dirigé par Jacqueline Duc, où il interprète des pièces classiques. C'est dans ces cours de théâtre qu'il rencontre sa femme Emmanuelle Cosso.
En 1990, il entre chez Lankhor et il aura pour travail de mettre les disquettes de jeux dans les boîtes. Cela lui permettra de faire la connaissance de Sylvain Bruchon (scénariste de plusieurs jeux Lankhor) qui est un grand amateur de théâtre, et qui lui proposera en 1992 de jouer dans sa pièce Histoires Camiques.

### Années 1990: Kad & Olivier sur Oüi FM et Comédie!

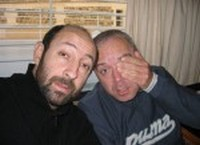
Kad et Olivier.

En 1991, il entre sur Oüi FM, la radio rock parisienne, où il rencontre Olivier Baroux, avec qui il forme, à l'antenne, le duo comique Kad et Olivier. Le 12 mars 1992, le duo entame sa propre émission : Le Rock'n'roll circus, émission composée de sketchs humoristiques (Mais qui a tué Paméla Rose ?, Teddy porc fidèle…). Tous les mercredis soir, l'émission devenait Le Rock'n'roll circus Live, diffusée en public depuis le Monte Cristo puis le Globo. Kad crée seul le Ziggy Show, antenne libre les soirs de semaine. Puis aidés par Jean-Luc Delarue, c'est la télévision avec la série Les 30 dernières minutes.
Ils vont ensuite animer sur la chaîne câblée Comédie !, entre 1999 et 2001, La Grosse émission. Parallèlement, il commence à enchaîner des petits rôles au cinéma jusqu'à leur première grosse œuvre cinématographique : Mais qui a tué Pamela Rose ?, film réalisé en 2003 par Éric Lartigau et coécrit avec Olivier Baroux.

### Années 2000: révélation au cinéma

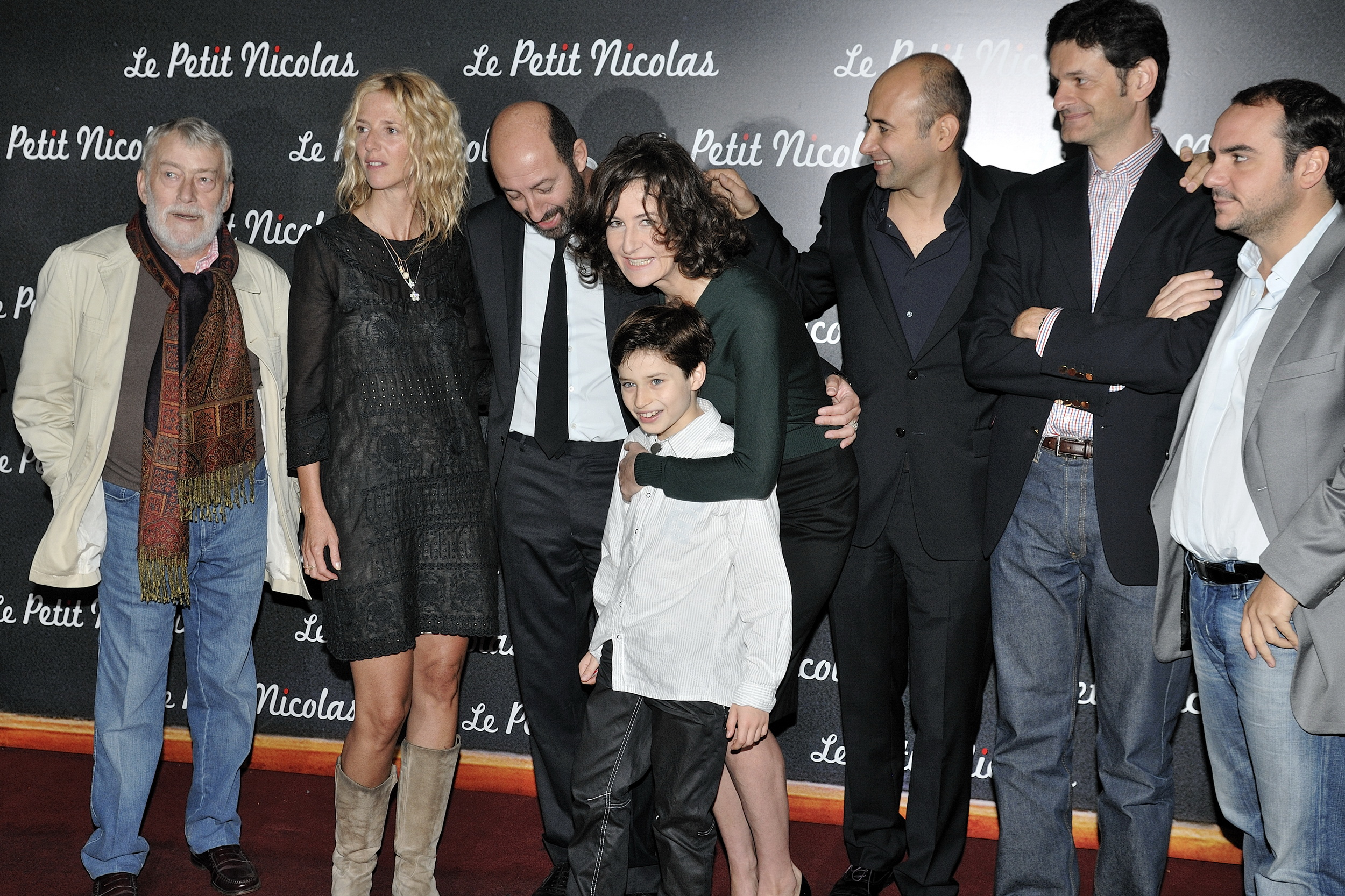
Kad Merad avec Michel Duchaussoy, Sandrine Kiberlain, Valérie Lemercier, Maxime Godart, Laurent Tirard, Grégoire Vigneron et François-Xavier Demaison à l'avant-première du Petit Nicolas.

En 2004, il tient un second rôle dans l'énorme succès Les Choristes, de Christophe Barratier. Parallèlement, il apparait dans d'autres comédies populaires : en 2005 sort la grosse production Iznogoud, de Patrick Braoudé, et en 2006, il est au casting de la comédie décalée Un ticket pour l'espace, d'Éric Lartigau.
Mais c'est finalement à contre-emploi qu'il impressionne : il reçoit en 2007, le César du meilleur acteur dans un second rôle pour sa performance dans le long métrage Je vais bien, ne t'en fais pas de Philippe Lioret. Il apparaît également dans le clip de AaRON U-Turn (Lili) qui est la chanson phare du film.
Cette reconnaissance critique lui permet de devenir une figure médiatique de premier plan. Le 2 mars 2007, il fait sa première apparition télévisuelle avec les Enfoirés sur TF1 et participe aux concerts de 2008 (où il se blesse le 26 janvier en coulisses[réf. nécessaire]) pour toute la série de concerts, à ceux de 2009 à Paris Bercy (concerts du dimanche et lundi), de 2010 (concerts du samedi et dimanche) qui ont eu lieu au Palais Nikaia de Nice, et de 2011 à Montpellier (concerts du jeudi au dimanche). Il participe également au Bal des Enfoirés de 2012 à 2020 sauf en 2013.
L'AFM et France Télévisions annoncent dans un communiqué que Kad Merad sera le parrain du Téléthon 2007 accompagné de Liane Foly.
Sympathisant socialiste, il soutient publiquement Ségolène Royal lors de l'élection présidentielle de 2007.
En 2008, il confirme commercialement au cinéma en tenant le rôle de Philippe Abrams dans le film Bienvenue chez les Ch'tis. Cette comédie, toujours positionnée à la deuxième place du box-office français, connaît un succès d'audience phénoménal et le consacre en acteur comique populaire et reconnu.
Le 14 juillet 2008, répondant à l'invitation de Nicolas Sarkozy, Kad Merad lit des extraits du préambule de la Déclaration universelle des droits de l'homme lors du défilé militaire du 14 juillet, place de la Concorde à Paris, en présence des chefs d'État de l'Union européenne, des représentants des Nations unies et des pays de l'Union pour la Méditerranée.
Au cinéma, il confirme une seconde fois avec en 2009 avec l'adaptation du roman jeunesse à succès, Le Petit Nicolas, sous la direction de Laurent Tirard.

### 2009-2014: confirmation commerciale

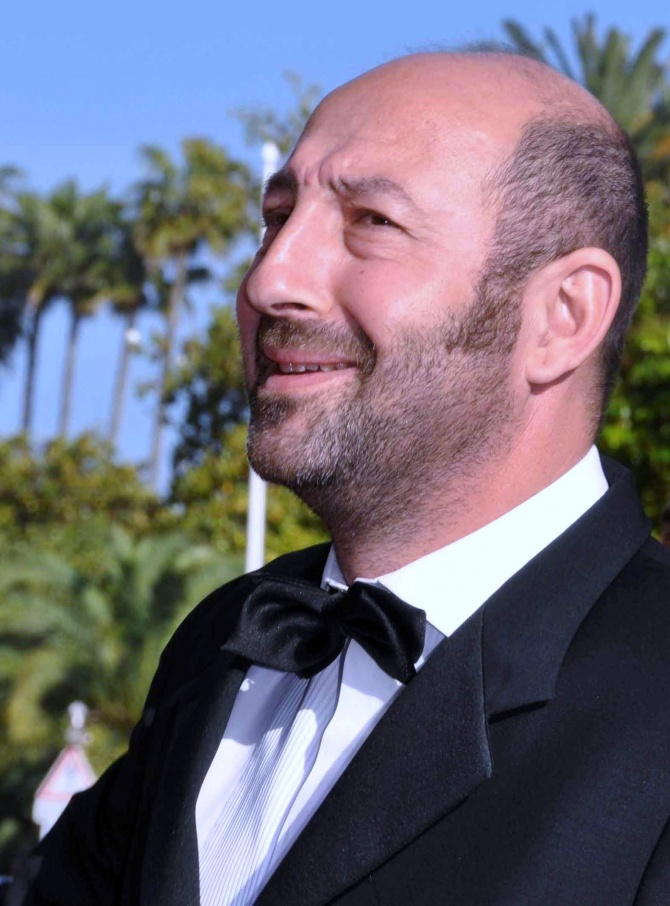
Kad Merad au Festival de Cannes en 2010, pour L'Italien.

Il enchaîne alors les comédies populaires en tant que tête d'affiche : dès 2009 avec Safari, Olivier Baroux, et R.T.T., puis : en 2010, Protéger et servir ainsi que L'Italien, de nouveau d'Olivier Baroux. Ses comédies sont des succès et dépassent toutes le million d'entrées voire plus à l'exception de Protéger et servir.
En 2011, Daniel Auteuil lui confie le second rôle masculin de son film La Fille du puisatier. La même année, il se lance lui-même dans la réalisation avec un projet à budget plus modeste, Monsieur Papa. Il confie le premier rôle féminin, celui de sa compagne dans le film, à Michèle Laroque.
Parallèlement, il tente de revenir vers un registre dramatique : en jouant en 2010 le méchant du thriller L'Immortel, de Richard Berry ; et en 2012 en tenant le rôle-titre de la satire Superstar, signée Xavier Giannoli.
Mais par la suite, il intègre surtout les distributions chorales de gros projets : en 2011, le remake La Nouvelle Guerre des boutons, de Christophe Barratier ; en 2013, la comédie dramatique Des gens qui s'embrassent, de Danièle Thompson ainsi que Le Grand Méchant Loup, de Nicolas & Bruno.
Si en 2013, la suite inattendue Mais qui a re-tué Pamela Rose ?, qui lui permet de retrouver son compère Olivier Baroux derrière et devant la caméra, est une déception commerciale, ce n'est pas le cas d'autres retrouvailles : en 2014, la comédie Supercondriaque qui reforme son duo avec Dany Boon est un énorme succès, tout comme la suite Les Vacances du petit Nicolas, de Laurent Tirard.

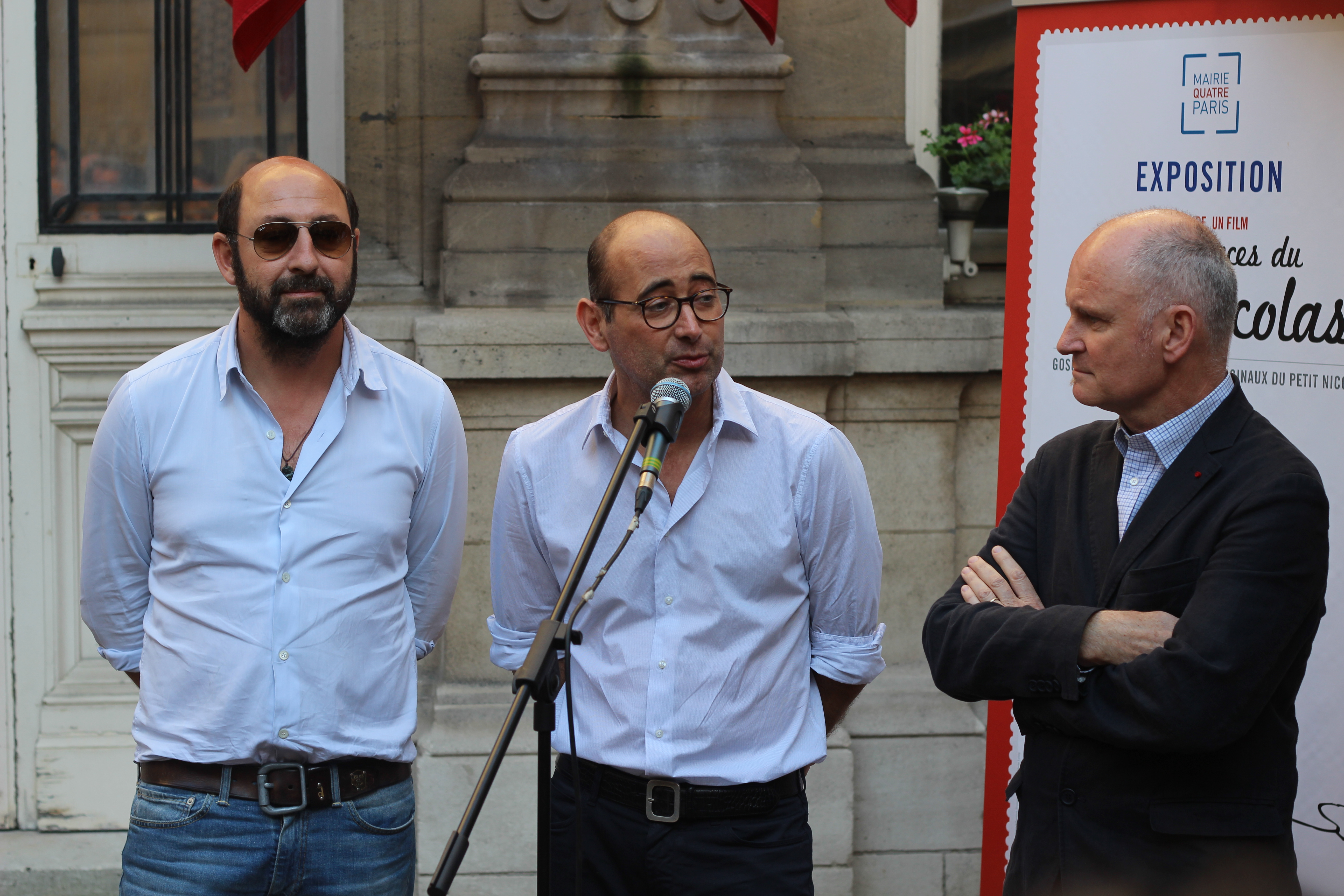
L'acteur en 2014 aux côtés du réalisateur Laurent Tirard, pour la promotion de Les Vacances du petit Nicolas.

### Depuis 2014: échecs et virage dramatique à la télévision avecBaron noir
Durant les années suivantes, il enchaîne cependant les déceptions commerciales dans le registre de l'humour : en 2014, la comédie d'aventures On a marché sur Bangkok, d'Olivier Baroux ; en 2015 la comédie de science-fiction Bis, de Dominique Farrugia ainsi que la comédie de bande On voulait tout casser, de Philippe Guillard ; ou encore avec sa seconde réalisation en solo, la comédie Marseille.
L'année 2018 est marquée par plusieurs nouveaux échecs dans ce registre : l'intimiste Le Doudou, de Julien Hervé et Philippe Mechelen, la plus classique Le gendre de ma vie, de François Desagnat ou encore la sociale Comme des rois. En 2019, Just a Gigolo, sa nouvelle collaboration avec Olivier Baroux, subit aussi un échec.
Dans le registre dramatique, il tente de s'imposer : en 2014, le drame Disparue en hiver passe inaperçu, mais est couronnée de succès à la télévision avec la série politique Baron noir, créée en 2016 par Ziad Doueiri, où il donne la réplique à Niels Arestrup et Anna Mouglalis. Kad Merad y incarne Philippe Rickwaert, député du Nord et maire de Dunkerque qui finira par être élu Président de la République. Après trois saisons, la série prend fin mars 2020.
En janvier 2016, il préside le jury du Festival international du film de comédie de l'Alpe d'Huez. La même année, il défend le drame intimiste La Mélodie, de Rachid Hami.
En février 2019, il est le maître de cérémonie de la 44e édition des César du cinéma qui a eu lieu à la salle Pleyel de Paris. Les audiences et la réception critique sont cependant mauvaises.
En avril 2024, Kad Merad reprend le rôle de Philippe Rickwaert dans l'ultime épisode de la série La Fièvre, nouvelle création de Ziad Doueiri pour Canal+. Le lendemain de la diffusion de l'épisode, Canal+ confirme une suite commune aux deux séries.

### Vie privée
Kad Merad a vécu avec Emmanuelle Cosso, parolière et écrivaine, de 1992 à 2012. Ensemble, ils ont eu un fils, Kalil, né en 2004. À partir de 2014, il vit une relation avec Julia Vignali, mère d'un petit Luigi depuis 2008 né d'une précédente relation. Ils officialisent leur couple en 2016 et se marient le 26 novembre 2022 à Mary en Saône-et-Loire.

### Revenus
En 2009, Kad Merad a touché 2,75 millions d'euros (Cachet pour Safari : 757 500 €, Le Petit Nicolas : 1 M€, RTT : 1 M€).

## Théâtre
- 1992 : Histoires Camiques de Sylvian Bruchon, mise en scène Michel Feder, Théâtre le Funambule
- 2010 : Rendez-vous de Miklós László spectacle musical d'après la pièce La Boutique au coin de la rue, mise en scène Jean-Luc Revol, Théâtre de Paris
- 2016 : Acting, écrit et mis en scène par Xavier Durringer, Théâtre des Bouffes-Parisiens
- 2020 : Amis de Amanda Sthers et David Foenkinos, mise en scène Kad Merad, théâtre de la Michodière
- 2023 : Ruy Blas de Victor Hugo, mise en scène Jacques Weber, théâtre Marigny

## Filmographie
Sauf indication contraire, les informations mentionnées dans cette section peuvent être confirmées par les bases de données cinématographiques  présentes dans la section « Liens externes ».

### En tant qu'acteur

#### Longs métrages

##### Années 1990
- 1992 : La Cavale des fous de Marco Pico : un policier à la gare (figuration, non crédité)

##### Années 2000
- 2001 : La Stratégie de l'échec de Dominique Farrugia : M. Golden (crédité « Kad-Ourmerad »)
- 2001 : La Grande Vie ! de Philippe Dajoux : le motard
- 2003 : Le Pharmacien de garde de Jean Veber : le médecin légiste
- 2003 : La Beuze de François Desagnat et Thomas Sorriaux : le directeur de Pacific Recordings
- 2003 : Mais qui a tué Pamela Rose ? d'Éric Lartigau : Richard Bullit
- 2003 : Rien que du bonheur de Denis Parent : Pierre 2
- 2003 : Les Clefs de bagnole de Laurent Baffie : un comédien qui refuse de tourner avec Laurent
- 2004 : Les Choristes de Christophe Barratier : Chabert
- 2004 : Les Dalton de Philippe Haïm : le prisonnier mexicain
- 2005 : Iznogoud de Patrick Braoudé : le génie Ouzmoutousouloubouloubombê
- 2006 : Un ticket pour l'espace d'Éric Lartigau : Cardoux
- 2006 : Je vais bien, ne t'en fais pas de Philippe Lioret : Paul Tellier
- 2006 : J'invente rien de Michel Leclerc : Paul Thalman
- 2006 : Les Irréductibles de Renaud Bertrand : Gérard Mathieu
- 2006 : Essaye-moi de Pierre-François Martin-Laval : Vincent
- 2007 : Je crois que je l'aime de Pierre Jolivet : Rachid
- 2007 : La Tête de maman de Carine Tardieu : Jacques Charlot
- 2007 : Pur Week-end d'Olivier Doran : Frédéric Alvaro
- 2007 : Trois Amis de Michel Boujenah : Baptiste « Titi » Capla
- 2007 : Ce soir je dors chez toi d'Olivier Baroux : Jacques
- 2008 : Bienvenue chez les Ch'tis de Dany Boon : Philippe Abrams
- 2008 : Modern Love de Stéphane Kazandjian : Olivier
- 2008 : Faubourg 36 de Christophe Barratier : Jacky
- 2008 : Mes stars et moi de Laetitia Colombani : Robert Pelage
- 2009 : Safari d'Olivier Baroux : Richard Dacier
- 2009 : Après l'océan d'Éliane de Latour : oncle de Tango
- 2009 : Le Petit Nicolas de Laurent Tirard : le père de Nicolas
- 2009 : RTT de Frédéric Berthe : Arthur

##### Années 2010
- 2010 : Protéger et servir d'Éric Lavaine : Michel Boudriau
- 2010 : L'Immortel de Richard Berry : Tony Zacchia
- 2010 : L'Italien d'Olivier Baroux : Mourad Ben Saoud / Dino Fabbrizi
- 2011 : La Fille du puisatier de Daniel Auteuil : Félipe Rambert
- 2011 : Monsieur Papa de Kad Merad : Robert Pique
- 2011 : Les Tuche d'Olivier Baroux : le poissonnier
- 2011 : La Nouvelle Guerre des boutons de Christophe Barratier : le père de Lebrac
- 2012 : JC comme Jésus Christ de Jonathan Zaccaï : la star
- 2012 : Superstar de Xavier Giannoli : Martin
- 2012 : Mais qui a re-tué Pamela Rose ? d'Olivier Baroux et Kad Merad : Richard Bullit
- 2013 : Des gens qui s'embrassent de Danièle Thompson : Roni
- 2013 : Le Grand Méchant Loup de Nicolas et Bruno : Louis
- 2014 : Supercondriaque de Dany Boon : Dimitri Zvenka
- 2014 : Les Vacances du petit Nicolas de Laurent Tirard : le père de Nicolas
- 2014 : On a marché sur Bangkok d'Olivier Baroux : Serge
- 2014 : Disparue en hiver de Christophe Lamotte : Daniel
- 2015 : Bis de Dominique Farrugia : Patrice
- 2015 : Connasse, princesse des cœurs de Noémie Saglio et Éloïse Lang : lui-même, devant le siège de RTL
- 2015 : On voulait tout casser de Philippe Guillard : Kiki
- 2016 : Marseille de Kad Merad : Paolo
- 2016 : La Folle Histoire de Max et Léon de Jonathan Barré (caméo)
- 2017 : Alibi.com de Philippe Lacheau : M. Godet
- 2017 : La Mélodie de Rachid Hami : Simon
- 2018 : Brillantissime de Michèle Laroque : Docteur Steinman
- 2018 : La Ch'tite Famille de Dany Boon : lui-même
- 2018 : Le Doudou de Julien Hervé et Philippe Mechelen : Michel
- 2018 : Comme des rois de Xabi Molia : Joseph
- 2018 : Le Gendre de ma vie de François Desagnat : Stéphane
- 2019 : Just a Gigolo d'Olivier Baroux : Alex

##### Années 2020
- 2020 : Une belle équipe de Mohamed Hamidi : Marco
- 2020 : Un triomphe d'Emmanuel Courcol : Étienne
- 2022 : L'Année du requin de Zoran et Ludovic Boukherma : Thierry
- 2022 : Citoyen d'honneur de Mohamed Hamidi : Samir Amin
- 2023 : La Vie pour de vrai de Dany Boon : Louis
- 2024 : Le Larbin de Alexandre Charlot et Franck Magnier : Jean-François Casteigne
- 2024 : Finalement de Claude Lelouch : Lino
- 2024 : Les Boules de Noël d'Alexandra Leclère : Antonin
- 2024 : Le Dernier Souffle de Costa-Gavras : Docteur Augustin Masset
- 2025 : Lune de miel avec ma mère de Nicolas Cuche : Michel
- 2025 : 100 Millions ! de Nath Dumont : Patrick
- 2025 : Papamobile de Sylvain Estibal

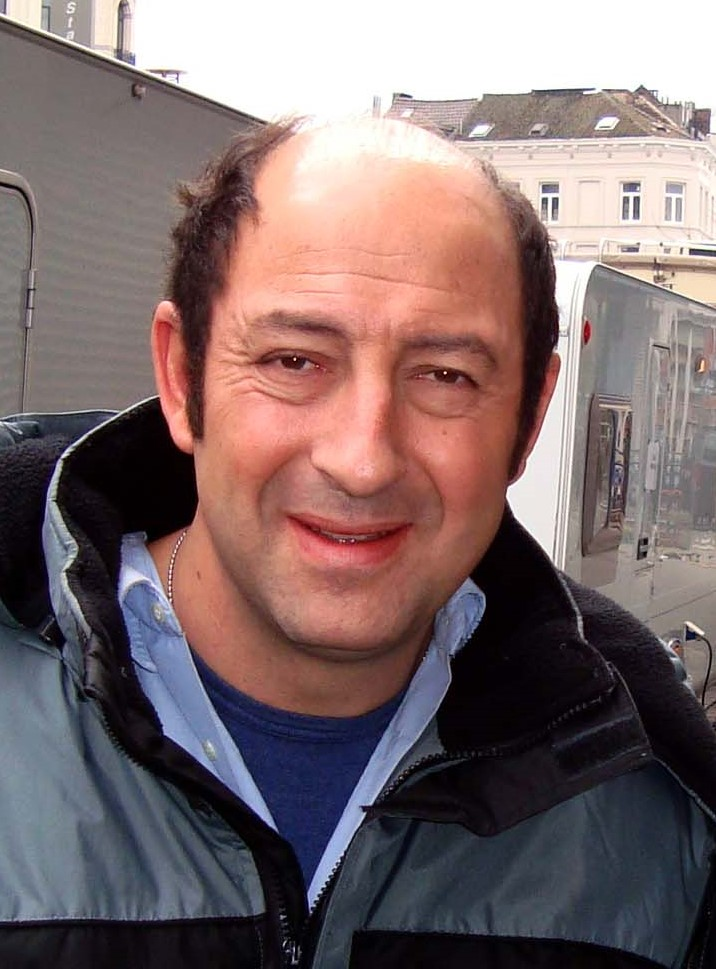
Kad Merad sur le tournage de Protéger et servir en 2008.

#### Courts métrages
- 1996 : Dialogue au sommet de Xavier Giannoli : Igor
- 1996 : Jour de chance au bâtiment C de Lionel Gedèbe : non crédité
- 1999 : Jeu de vilains d'Hervé Eparvier : M. Tosca
- 2001 : Faute de grive de Patrick Bosso : non crédité
- 2001 : Les Tombales de Christophe Barratier : Gustave
- 2002 : Visite guidée Caroline Roucoux et Hervé Thébault : Gérard Lanza, l'agent immobilier
- 2003 : Bloody Christmas de Michel Leray : L'homme
- 2004 : Monde extérieur de David Rault : Bertrand
- 2005 : Propriété commune de Michel Leray : Martin
- 2005 : Les Oiseaux du ciel d'Éliane de Latour : L'oncle de Tango
- 2019 : Palmashow : The Voice Kidou de David Marsais et Grégoire Ludig : Nikos Ilagas, le présentateur

#### Télévision
- 1991 : Tribunal : Ahmed Ben Mabrouk[25]
- 2001 : Caméra Café : un psychopathe
- 2001-2002: Burger Quiz : présentateur (avec Olivier Baroux)
- 2015 : Peplum de Philippe Lefebvre : Timo[26]
- 2016-2020 : Baron noir de Ziad Doueiri : Philippe Rickwaert (3 saisons)
- 2019 : Capitaine Marleau de Josée Dayan : Daniel Rivière (épisode Quelques maux d'amour)
- 2019 : La Part du soupçon de Christophe Lamotte : Thomas Kertez
- 2021 : Un homme d'honneur de Julius Berg : Richard Altman
- 2022 : Oussekine d'Antoine Chevrollier : Georges Kiejman (mini-série Disney +)
- 2022 : Le Flambeau : Les aventuriers de Chupacabra : Patrick dit "Patoche"
- 2023 : Pamela Rose, la série de Ludovic Colbeau-Justin : Richard Bullit
- 2024 : Anthracite : Claude (mini-série)
- 2024 : La Fièvre : Philippe Rickwaert, le Président de la République (mini-série)
- 2024 : Terminal : Bienvenue à l'aéroport de Jamel Debbouze : Sylvain Cresson (série télévisée, Canal+)
- 2026 : Belphégor de Jérémy Mainguy : Charles Moreau

#### Doublage

##### Films d'animation
- 2003 : Frère des ours : Truc, l'un des élans avec Muche
- 2006 : Happy Feet : le manchot Adélie Ramón
- 2010 : Megamind : Megamind
- 2011 : Happy Feet 2 : le manchot Adélie Ramón
- 2015 : Hôtel Transylvanie 2 : Dracula

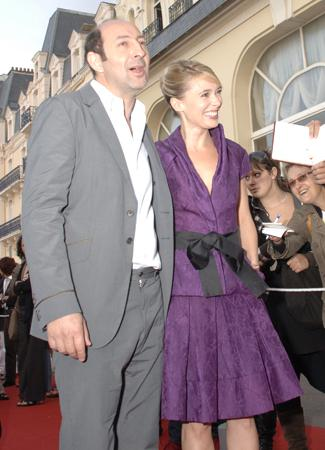
Kad Merad avec Anne Marivin.

- 2019 : Playmobil, le film : Del

##### Jeux vidéo
- 1995 : Kiyeko et les Voleurs de nuit

##### Voix off
- 2012 : Guerre d'Algérie, la déchirure (documentaire) de Gabriel Le Bomin et Benjamin Stora
- 2019 : L'Odyssée du loup (documentaire) de Vincent Steiger

### En tant que réalisateur
- 2011 : Monsieur Papa
- 2012 : Mais qui a re-tué Pamela Rose ? (réalisé avec Olivier Baroux)
- 2016 : Marseille

### En tant que scénariste
- 2003 : Mais qui a tué Pamela Rose ? (avec Olivier Baroux et Julien Rappeneau)
- 2006 : Un ticket pour l'espace (avec Olivier Baroux et Julien Rappeneau)
- 2012 : Mais qui a re-tué Pamela Rose ? (avec Olivier Baroux et Julien Rappeneau)
- 2019 : Just a Gigolo (avec Olivier Baroux)

## Distinctions

### Décoration
- Chevalier de l'ordre des Arts et des Lettres (2009)[27].

### Récompense
- César 2007 : meilleur acteur dans un second rôle pour Je vais bien, ne t'en fais pas

### Nomination
- International Emmy Awards 2017 : meilleur acteur pour Baron noir

### Revue de presse
- Propos de Kad Merad recueillis par Emmanuelle Litaud, , « Le comédien incarne un rôle très sombre dans La Part du soupçon, sur TF1 », TV Magazine, Le Figaro, Paris, 22 septembre 2019, p. 8, 10